# St-Pierre (Plouyé)

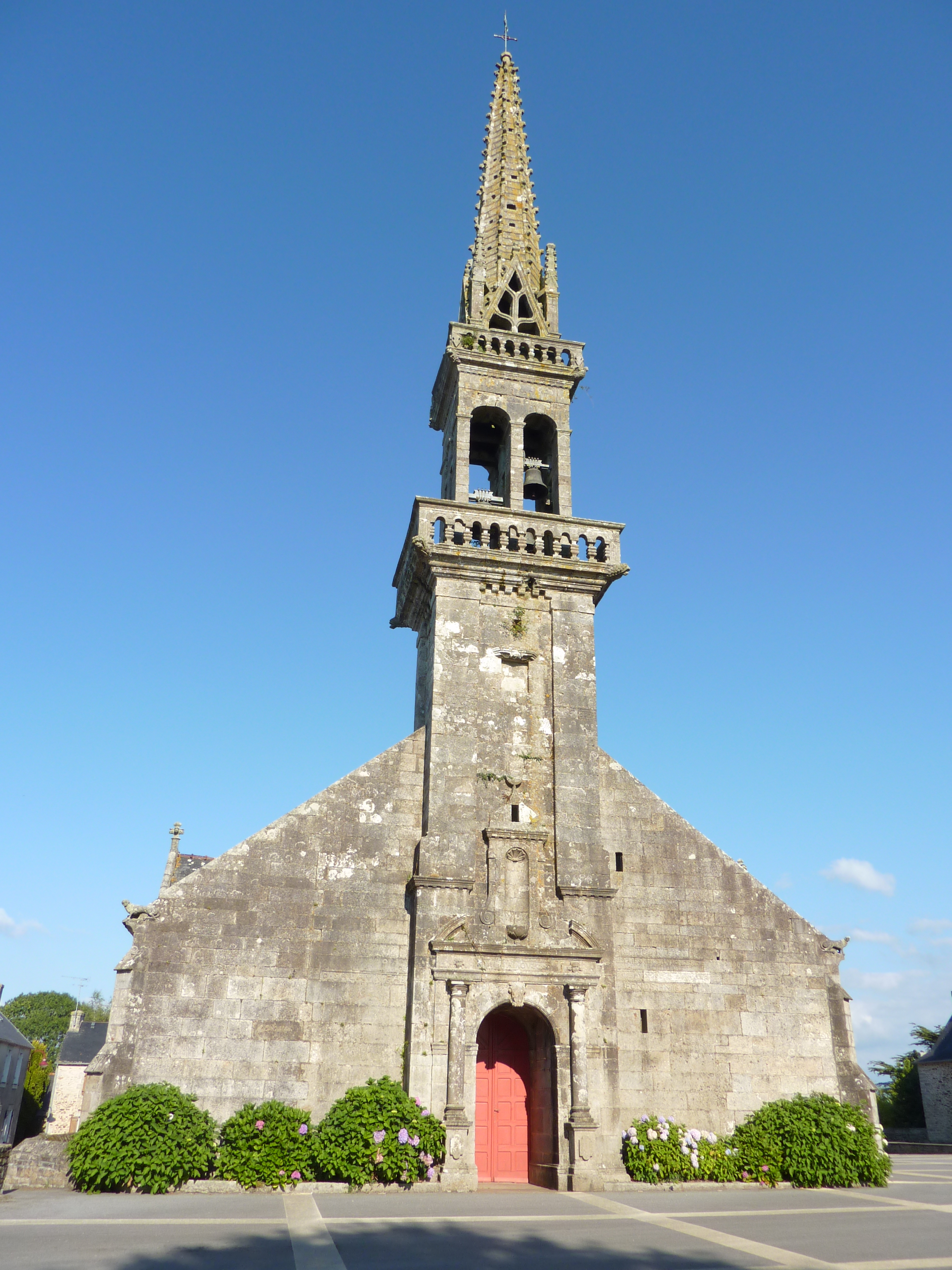
St-Pierre, Blick zur Westfassade

St-Pierre ist die römisch-katholische Pfarrkirche von Plouyé (Département Finistère) in der Bretagne. 

## Geschichte
Der bretonische Ortsname Plouyé bedeutet Gemeinde der Ia. Die keltische Heilige Ia gilt bis heute als Ortspatronin. Für das Patrozinium der Pfarrkirche ist seit dem Mittelalter jedoch nur der heilige Petrus belegt. Der Historiker Nicholas Orme vermutet, dass die Verehrung der heiligen Ia wegen des Alters der Pfarrei sogar in Plouyé entstanden sein und von hier nach Cornwall gelangt sein könnte.
Die heutige Kirche St-Pierre erhebt sich an der Stelle eines älteren Vorgängerbaus. Der Glockenturm der alten Kirche wurde 1679/80 durch den heute noch erhaltenen Bau ersetzt. Im Jahr 1857 galt die Kirche selber als baufällig. Das Langhaus der Kirche wurde daraufhin zwischen 1862 und 1864 nach Plänen des Architekten Jules Boyer in gotischen Formen rekonstruiert. Das sechsjochige langgestreckte Mittelschiff wird von Seitenschiffen in gleicher Höhe flankiert. Im Osten zeigt das Chorhaupt einen dreiseitigen Abschluss.